# Collegio elettorale di Cherasco (Regno di Sardegna)
Il collegio elettorale di Cherasco è stato un collegio elettorale uninominale del Regno di Sardegna. Fu istituito con il Regio editto del 17 marzo 1848; comprendeva i mandamenti di Cherasco, Bene e Trinità.

## Dati elettorali
Nel collegio si svolsero votazioni per le sette legislature. Dopo la proclamazione del regno d'Italia fu sostituito dell'omonimo collegio.

### I legislatura
Le votazioni si svolsero in 222 collegi uninominali a doppio turno. Come previsto dal decreto n. 680 del 17 marzo 1848, era eletto al primo turno il candidato che «riunisce in suo favore più del terzo dei voti del total numero dei membri componenti il collegio e più della metà dei suffragi dati dai votanti presenti all'adunanza» (art. 92). Se nessun candidato era eletto, al ballottaggio tra i due candidati con più voti era eletto chi otteneva il maggior numero di voti (art. 93) o, in caso di ugual numero di voti, il maggiore d'età (art. 94).
| Partito                            | Partito                            | Candidato                          | Risultati 27 aprile 1848 | Risultati 27 aprile 1848 |
| Partito                            | Partito                            | Candidato                          | Voti                     | %                        |
| ---------------------------------- | ---------------------------------- | ---------------------------------- | ------------------------ | ------------------------ |
|                                    | —                                  | Costanzo Gazzera                   | 189                      | 66,32                    |
|                                    | —                                  | Luigi De Fanti Freglia             | 96                       | 33,68                    |
|                                    |                                    |                                    |                          |                          |
| Iscritti                           | Iscritti                           | Iscritti                           | 470                      | 100,00                   |
| ↳ Votanti (% su iscritti)          | ↳ Votanti (% su iscritti)          | ↳ Votanti (% su iscritti)          | 354                      | 75,32                    |
| ↳ Voti validi (% su votanti)       | ↳ Voti validi (% su votanti)       | ↳ Voti validi (% su votanti)       | 285                      | 80,51                    |
| ↳ Schede non valide (% su votanti) | ↳ Schede non valide (% su votanti) | ↳ Schede non valide (% su votanti) | 69                       | 19,49                    |
| ↳ Astenuti (% su iscritti)         | ↳ Astenuti (% su iscritti)         | ↳ Astenuti (% su iscritti)         | 116                      | 24,68                    |

Il 27 novembre 1848 l'onorevole Gazzera fu nominato consigliere ordinario della regia Università di Torino con aumento di stipendio e decadde dalla carica di deputato. Il collegio fu non riconvocato. 

### II legislatura
Le votazioni si svolsero in 222 collegi uninominali a doppio turno con la stessa normativa precedente (al primo turno un numero di voti maggiore di un terzo degli iscritti).
| Partito                            | Partito                            | Candidato                          | Primo turno 22 gennaio 1849 | Primo turno 22 gennaio 1849 | Ballottaggio 23 gennaio 1849 | Ballottaggio 23 gennaio 1849 |
| Partito                            | Partito                            | Candidato                          | Voti                        | %                           | Voti                         | %                            |
| ---------------------------------- | ---------------------------------- | ---------------------------------- | --------------------------- | --------------------------- | ---------------------------- | ---------------------------- |
|                                    | —                                  | Luigi De Fanti Freglia             | 144                         | 95,36                       | 112                          | 98,25                        |
|                                    | —                                  | Angelo Campana                     | 7                           | 4,64                        | 2                            | 1,75                         |
|                                    |                                    |                                    |                             |                             |                              |                              |
| Iscritti                           | Iscritti                           | Iscritti                           | 460                         | 100,00                      | 460                          | 100,00                       |
| ↳ Votanti (% su iscritti)          | ↳ Votanti (% su iscritti)          | ↳ Votanti (% su iscritti)          | 175                         | 38,04                       | 115                          | 25,00                        |
| ↳ Voti validi (% su votanti)       | ↳ Voti validi (% su votanti)       | ↳ Voti validi (% su votanti)       | 151                         | 86,29                       | 114                          | 99,13                        |
| ↳ Schede non valide (% su votanti) | ↳ Schede non valide (% su votanti) | ↳ Schede non valide (% su votanti) | 24                          | 13,71                       | 1                            | 0,87                         |
| ↳ Astenuti (% su iscritti)         | ↳ Astenuti (% su iscritti)         | ↳ Astenuti (% su iscritti)         | 285                         | 61,96                       | 345                          | 75,00                        |

### III legislatura
Le votazioni si svolsero in 204 collegi uninominali a doppio turno con la normativa del 1848 (al primo turno un numero di voti maggiore di un terzo degli iscritti).
| Partito                            | Partito                            | Candidato                          | Primo turno 15 luglio 1849 | Primo turno 15 luglio 1849 | Ballottaggio 22 luglio 1849 | Ballottaggio 22 luglio 1849 |
| Partito                            | Partito                            | Candidato                          | Voti                       | %                          | Voti                        | %                           |
| ---------------------------------- | ---------------------------------- | ---------------------------------- | -------------------------- | -------------------------- | --------------------------- | --------------------------- |
|                                    | —                                  | Luigi De Fanti Freglia             | 146                        | 71,92                      | 201                         | 82,04                       |
|                                    | —                                  | Angelo Campana                     | 57                         | 28,08                      | 44                          | 17,96                       |
|                                    |                                    |                                    |                            |                            |                             |                             |
| Iscritti                           | Iscritti                           | Iscritti                           | 477                        | 100,00                     | 477                         | 100,00                      |
| ↳ Votanti (% su iscritti)          | ↳ Votanti (% su iscritti)          | ↳ Votanti (% su iscritti)          | 244                        | 51,15                      | 252                         | 52,83                       |
| ↳ Voti validi (% su votanti)       | ↳ Voti validi (% su votanti)       | ↳ Voti validi (% su votanti)       | 203                        | 83,20                      | 245                         | 97,22                       |
| ↳ Schede non valide (% su votanti) | ↳ Schede non valide (% su votanti) | ↳ Schede non valide (% su votanti) | 41                         | 16,80                      | 7                           | 2,78                        |
| ↳ Astenuti (% su iscritti)         | ↳ Astenuti (% su iscritti)         | ↳ Astenuti (% su iscritti)         | 233                        | 48,85                      | 225                         | 47,17                       |

Nella tornata del 28 settembre 1849 l'onorevole De Fanti-Freglia aveva chiesto le dimissioni dall'ufficio di deputato per motivi di salute e per ragioni d'indole politica. La Camera, dopo qualche discussione sul diritto di dare o accettare le dimissioni, gli accordò invece un mese di congedo. Il 27 ottobre insisté nelle dimissioni che la Camera accettò. - Il collegio non fu riconvocato per l'avvenuto scioglimento della Camera.

### IV legislatura
Le votazioni si svolsero in 204 collegi uninominali a doppio turno con la normativa del 1848 (al primo turno un numero di voti maggiore di un terzo degli iscritti).
| Partito                            | Partito                            | Candidato                           | Risultati 9 dicembre 1849 | Risultati 9 dicembre 1849 |
| Partito                            | Partito                            | Candidato                           | Voti                      | %                         |
| ---------------------------------- | ---------------------------------- | ----------------------------------- | ------------------------- | ------------------------- |
|                                    | —                                  | Agostino Petitti Bagliani di Roreto | 162                       | 60,00                     |
|                                    | —                                  | Maurizio Farina                     | 108                       | 40,00                     |
|                                    |                                    |                                     |                           |                           |
| Iscritti                           | Iscritti                           | Iscritti                            | 477                       | 100,00                    |
| ↳ Votanti (% su iscritti)          | ↳ Votanti (% su iscritti)          | ↳ Votanti (% su iscritti)           | 311                       | 65,20                     |
| ↳ Voti validi (% su votanti)       | ↳ Voti validi (% su votanti)       | ↳ Voti validi (% su votanti)        | 270                       | 86,82                     |
| ↳ Schede non valide (% su votanti) | ↳ Schede non valide (% su votanti) | ↳ Schede non valide (% su votanti)  | 41                        | 13,18                     |
| ↳ Astenuti (% su iscritti)         | ↳ Astenuti (% su iscritti)         | ↳ Astenuti (% su iscritti)          | 166                       | 34,80                     |

Il 20 maggio 1853 l'onorevole Petitti fu promosso al grado di tenente colonnello e decadde dalla carica. Il collegio  fu riconvocato.
| Partito                            | Partito                            | Candidato                           | Primo turno 26 giugno 1853 | Primo turno 26 giugno 1853 | Ballottaggio 28 giugno 1853 | Ballottaggio 28 giugno 1853 |
| Partito                            | Partito                            | Candidato                           | Voti                       | %                          | Voti                        | %                           |
| ---------------------------------- | ---------------------------------- | ----------------------------------- | -------------------------- | -------------------------- | --------------------------- | --------------------------- |
|                                    | —                                  | Agostino Petitti Bagliani di Roreto | 145                        | 81,01                      | 213                         | 95,95                       |
|                                    | —                                  | Antonio Giovanola                   | 34                         | 18,99                      | 9                           | 4,05                        |
|                                    |                                    |                                     |                            |                            |                             |                             |
| Iscritti                           | Iscritti                           | Iscritti                            | 446                        | 100,00                     | 446                         | 100,00                      |
| ↳ Votanti (% su iscritti)          | ↳ Votanti (% su iscritti)          | ↳ Votanti (% su iscritti)           | 196                        | 43,95                      | 222                         | 49,78                       |
| ↳ Voti validi (% su votanti)       | ↳ Voti validi (% su votanti)       | ↳ Voti validi (% su votanti)        | 179                        | 91,33                      | 222                         | 100,00                      |
| ↳ Schede non valide (% su votanti) | ↳ Schede non valide (% su votanti) | ↳ Schede non valide (% su votanti)  | 17                         | 8,67                       | 0                           | 0,00                        |
| ↳ Astenuti (% su iscritti)         | ↳ Astenuti (% su iscritti)         | ↳ Astenuti (% su iscritti)          | 250                        | 56,05                      | 224                         | 50,22                       |

### V legislatura
Le votazioni si svolsero in 204 collegi uninominali a doppio turno con la normativa del 1848 (al primo turno un numero di voti maggiore di un terzo degli iscritti).
| Partito                            | Partito                            | Candidato                           | Risultati 9 dicembre 1853 | Risultati 9 dicembre 1853 |
| Partito                            | Partito                            | Candidato                           | Voti                      | %                         |
| ---------------------------------- | ---------------------------------- | ----------------------------------- | ------------------------- | ------------------------- |
|                                    | —                                  | Agostino Petitti Bagliani di Roreto | 181                       | 58,39                     |
|                                    | —                                  | Vincenzo Ferrero Ponziglione        | 129                       | 41,61                     |
|                                    |                                    |                                     |                           |                           |
| Iscritti                           | Iscritti                           | Iscritti                            | 444                       | 100,00                    |
| ↳ Votanti (% su iscritti)          | ↳ Votanti (% su iscritti)          | ↳ Votanti (% su iscritti)           | 335                       | 75,45                     |
| ↳ Voti validi (% su votanti)       | ↳ Voti validi (% su votanti)       | ↳ Voti validi (% su votanti)        | 310                       | 92,54                     |
| ↳ Schede non valide (% su votanti) | ↳ Schede non valide (% su votanti) | ↳ Schede non valide (% su votanti)  | 25                        | 7,46                      |
| ↳ Astenuti (% su iscritti)         | ↳ Astenuti (% su iscritti)         | ↳ Astenuti (% su iscritti)          | 109                       | 24,55                     |

L'onorevole Petitti fu promosso al grado di colonnello e decadde dalla carica il 13 febbraio 1856. Il collegio  fu riconvocato.
| Partito                            | Partito                            | Candidato                           | Primo turno 9 marzo 1856 | Primo turno 9 marzo 1856 | Ballottaggio 11 marzo 1856 | Ballottaggio 11 marzo 1856 |
| Partito                            | Partito                            | Candidato                           | Voti                     | %                        | Voti                       | %                          |
| ---------------------------------- | ---------------------------------- | ----------------------------------- | ------------------------ | ------------------------ | -------------------------- | -------------------------- |
|                                    | —                                  | Agostino Petitti Bagliani di Roreto | 138                      | 52,47                    | 198                        | 56,90                      |
|                                    | —                                  | Tommaso Vallauri                    | 125                      | 47,53                    | 150                        | 43,10                      |
|                                    |                                    |                                     |                          |                          |                            |                            |
| Iscritti                           | Iscritti                           | Iscritti                            | 475                      | 100,00                   | 475                        | 100,00                     |
| ↳ Votanti (% su iscritti)          | ↳ Votanti (% su iscritti)          | ↳ Votanti (% su iscritti)           | 288                      | 60,63                    | 360                        | 75,79                      |
| ↳ Voti validi (% su votanti)       | ↳ Voti validi (% su votanti)       | ↳ Voti validi (% su votanti)        | 263                      | 91,32                    | 348                        | 96,67                      |
| ↳ Schede non valide (% su votanti) | ↳ Schede non valide (% su votanti) | ↳ Schede non valide (% su votanti)  | 25                       | 8,68                     | 12                         | 3,33                       |
| ↳ Astenuti (% su iscritti)         | ↳ Astenuti (% su iscritti)         | ↳ Astenuti (% su iscritti)          | 187                      | 39,37                    | 115                        | 24,21                      |

### VI legislatura
Le votazioni si svolsero in 204 collegi uninominali a doppio turno dopo la modifica dei collegi della Sardegna nel 1856; venne applicata la normativa del 1848 (al primo turno un numero di voti maggiore di un terzo degli iscritti).
| Partito                            | Partito                            | Candidato                           | Risultati 15 novembre 1857 | Risultati 15 novembre 1857 |
| Partito                            | Partito                            | Candidato                           | Voti                       | %                          |
| ---------------------------------- | ---------------------------------- | ----------------------------------- | -------------------------- | -------------------------- |
|                                    | —                                  | Agostino Petitti Bagliani di Roreto | 251                        | 71,31                      |
|                                    | —                                  | Tommaso Vallauri                    | 101                        | 28,69                      |
|                                    |                                    |                                     |                            |                            |
| Iscritti                           | Iscritti                           | Iscritti                            | 527                        | 100,00                     |
| ↳ Votanti (% su iscritti)          | ↳ Votanti (% su iscritti)          | ↳ Votanti (% su iscritti)           | 366                        | 69,45                      |
| ↳ Voti validi (% su votanti)       | ↳ Voti validi (% su votanti)       | ↳ Voti validi (% su votanti)        | 352                        | 96,17                      |
| ↳ Schede non valide (% su votanti) | ↳ Schede non valide (% su votanti) | ↳ Schede non valide (% su votanti)  | 14                         | 3,83                       |
| ↳ Astenuti (% su iscritti)         | ↳ Astenuti (% su iscritti)         | ↳ Astenuti (% su iscritti)          | 161                        | 30,55                      |

L'onorevole Petitti fu promosso al grado di maggior generale e decadde dalla carica il 10 giugno 1859. Il collegio  fu riconvocato.
| Partito                            | Partito                            | Candidato                           | Risultati 7 agosto 1859 | Risultati 7 agosto 1859 |
| Partito                            | Partito                            | Candidato                           | Voti                    | %                       |
| ---------------------------------- | ---------------------------------- | ----------------------------------- | ----------------------- | ----------------------- |
|                                    | —                                  | Agostino Petitti Bagliani di Roreto | 250                     | 98,81                   |
|                                    | —                                  | Giuseppe Viglione                   | 3                       | 1,19                    |
|                                    |                                    |                                     |                         |                         |
| Iscritti                           | Iscritti                           | Iscritti                            | 561                     | 100,00                  |
| ↳ Votanti (% su iscritti)          | ↳ Votanti (% su iscritti)          | ↳ Votanti (% su iscritti)           | 264                     | 47,06                   |
| ↳ Voti validi (% su votanti)       | ↳ Voti validi (% su votanti)       | ↳ Voti validi (% su votanti)        | 253                     | 95,83                   |
| ↳ Schede non valide (% su votanti) | ↳ Schede non valide (% su votanti) | ↳ Schede non valide (% su votanti)  | 11                      | 4,17                    |
| ↳ Astenuti (% su iscritti)         | ↳ Astenuti (% su iscritti)         | ↳ Astenuti (% su iscritti)          | 297                     | 52,94                   |

L'elezione non fu riferita alla Camera per la chiusura della Sessione. 

### VII legislatura
Le votazioni si svolsero in 387 collegi uninominali a doppio turno. Come previsto dalla legge elettorale del 20 novembre 1859, era eletto al primo turno il candidato che «riunisce in suo favore più del terzo dei voti del total numero dei membri componenti il collegio e più della metà dei suffragi dati dai votanti presenti all'adunanza» (art. 91). Se nessun candidato era eletto, al ballottaggio tra i due candidati con più voti era eletto chi otteneva il maggior numero di voti (art. 92) o, in caso di ugual numero di voti, il maggiore d'età (art. 93).
| Partito                            | Partito                            | Candidato                           | Risultati 25 marzo 1860 | Risultati 25 marzo 1860 |
| Partito                            | Partito                            | Candidato                           | Voti                    | %                       |
| ---------------------------------- | ---------------------------------- | ----------------------------------- | ----------------------- | ----------------------- |
|                                    | —                                  | Agostino Petitti Bagliani di Roreto | 379                     | 98,96                   |
|                                    | —                                  | Clemente Solaro della Margarita     | 4                       | 1,04                    |
|                                    |                                    |                                     |                         |                         |
| Iscritti                           | Iscritti                           | Iscritti                            | 669                     | 100,00                  |
| ↳ Votanti (% su iscritti)          | ↳ Votanti (% su iscritti)          | ↳ Votanti (% su iscritti)           | 400                     | 59,79                   |
| ↳ Voti validi (% su votanti)       | ↳ Voti validi (% su votanti)       | ↳ Voti validi (% su votanti)        | 383                     | 95,75                   |
| ↳ Schede non valide (% su votanti) | ↳ Schede non valide (% su votanti) | ↳ Schede non valide (% su votanti)  | 17                      | 4,25                    |
| ↳ Astenuti (% su iscritti)         | ↳ Astenuti (% su iscritti)         | ↳ Astenuti (% su iscritti)          | 269                     | 40,21                   |

L'onorevole Petitti fu promosso al grado di tenente generale e di conseguenza decadde dalla carica il 17 novembre 1860. - Il collegio non fu riconvocato.